# Ross Hutchins
Ross Hutchins (Wimbledon, Londres, 22 de febrer de 1985) és un exjugador professional de tennis anglès. La seua especialitat són els dobles, modalitat en la qual va aconseguir cinc títols d'ATP en catorze finals disputades. El seu millor rànquing en aquesta modalitat va ser el número 26 del món en 2012.
En 2008 va formar una parella de dobles estable al costat de l'australià Stephen Huss amb qui va conquistar el seu primer títol gran, i a partir de 2011 fou Colin Fleming, amb qui va guanyar la resta de títols.

## Biografia
Fill de Shali i Paul Hutchins, que fou jugador de tennis i capità de l'equip britànic de Copa Davis. Té tres germans anomenats Blake, Romy i Lauren. Va estudiar al King's College School de la seva ciutat natal.
A finals de 2012 se li va diagnosticar limfoma de Hodgkin, a causa de la qual es va perdre tota la temporada 2013. Va retornar al circuit l'any següent però es va retirar definitivament aquella temporada.
L'any 2014 fou nomenat director del torneig Aegon Championships, però va abandonar el càrrec aquell mateix any per entrar a formar part de l'estructura de l'ATP, concretament com a vicepresident de relacions amb els jugadors.

## Palmarès

### Dobles masculins: 14 (5−9)
| Llegenda (pre/post 2009)                                 |
| -------------------------------------------------------- |
| Grand Slams (0−0)                                        |
| Tennis Masters Cup / ATP Finals (0−0)                    |
| ATP Masters Series / ATP World Tour Masters 1000 (0−0)   |
| ATP International Series Gold / ATP World Tour 500 (1−3) |
| ATP International Series / ATP World Tour 250 (4−6)      |

| Títols per superfície |
| --------------------- |
| Dura (4−4)            |
| Gespa (1−2)           |
| Terra batuda (0−1)    |
| Moqueta (0−2)         |

| Resultat  | Núm. | Data                   | Torneig                    | Superfície   | Parella        | Oponents                            | Marcador             |
| --------- | ---- | ---------------------- | -------------------------- | ------------ | -------------- | ----------------------------------- | -------------------- |
| Finalista | 1.   | 24 de juny de 2007     | Nottingham, Regne Unit     | Gespa        | Joshua Goodall | Eric Butorac Jamie Murray           | 6−4, 3−6, [5−10]     |
| Guanyador | 1.   | 28 de setembre de 2008 | Pequín, Xina               | Dura         | Stephen Huss   | Ashley Fisher Bobby Reynolds        | 7−5, 6−4             |
| Finalista | 2.   | 12 d'octubre de 2008   | Moscou, Rússia             | Moqueta (i)  | Stephen Huss   | Serhí Stakhovski Potito Starace     | 6−7(4), 6−2, [6−10]  |
| Finalista | 3.   | 26 d'octubre de 2008   | Lió, França                | Moqueta (i)  | Stephen Huss   | Michaël Llodra Andy Ram             | 3−6, 7−5, [8−10]     |
| Finalista | 4.   | 5 d'octubre de 2009    | Tòquio, Japó               | Dura         | Jordan Kerr    | Julian Knowle Jürgen Melzer         | 2−6, 7−5, [8−10]     |
| Finalista | 5.   | 16 de gener de 2010    | Sydney, Austràlia          | Dura         | Jordan Kerr    | Daniel Nestor Nenad Zimonjić        | 3−6, 6−7(5)          |
| Finalista | 6.   | 21 de febrer de 2010   | Memphis, Estats Units      | Dura (i)     | Jordan Kerr    | John Isner Sam Querrey              | 4−6, 4−6             |
| Guanyador | 2.   | 31 d'octubre de 2010   | Montpeller, França         | Dura (i)     | Stephen Huss   | Marc López Eduardo Schwank          | 2−6, 6−4, [4−10]     |
| Guanyador | 3.   | 30 d'octubre de 2011   | Sant Petersburg, Rússia    | Dura (i)     | Colin Fleming  | Mikhail Elgin Alexander Kudryavtsev | 6−3, 6−7(5), [10−8]  |
| Guanyador | 4.   | 4 de març de 2012      | Delray Beach, Estats Units | Dura         | Colin Fleming  | Michal Mertiňák André Sá            | 2−6, 7−6(5), [15−13] |
| Guanyador | 5.   | 23 de juny de 2012     | Eastbourne, Regne Unit     | Gespa        | Colin Fleming  | Jamie Delgado Ken Skupski           | 6−4, 6−3             |
| Finalista | 7.   | 15 de juliol de 2012   | Newport, Estats Units      | Gespa        | Colin Fleming  | Santiago González Scott Lipsky      | 6−7(3), 3−6          |
| Finalista | 8.   | 30 de setembre de 2012 | Kuala Lumpur, Malàisia     | Dura (i)     | Colin Fleming  | Alexander Peya Bruno Soares         | 7−5, 5−7, [7−10]     |
| Finalista | 9.   | 4 de maig de 2014      | Múnic, Alemanya            | Terra batuda | Colin Fleming  | Jamie Murray John Peers             | 4−6, 2−6             |

## Trajectòria

### Dobles masculins
| Open d'Austràlia | A           | A           | A           | A  | 2R          | 1R          | 1R          | 3R | A  | 2R  | 0 / 5     | 4 – 5     |
| Roland Garros | A           | A           | A           | 3R | 1R          | 1R          | A           | A  | A  | 1R  | 0 / 4     | 2 – 4     |
| Wimbledon | 1R          | 2R          | 1R          | 2R | 1R          | 2R          | QF          | 1R | A  | 1R  | 0 / 9     | 6 – 9     |
| US Open | A           | A           | A           | 2R | 1R          | 1R          | QF          | 3R | A  | 1R  | 0 / 6     | 5 – 6     |
| Jocs Olímpics | No celebrat | No celebrat | No celebrat | A  | No celebrat | No celebrat | No celebrat | 1R | NC | NC  | 0 / 1     | 0 – 1     |
| Rànquing a final d'any | 272         | 153         | 92          | 44 | 50          | 51          | 43          | 28 | –  | 145 | 130 – 141 | 130 – 141 |
| Llegenda: G: Guanyador; F: Finalista; SF: Semifinalista; QF: Quarts de final; Q: Qualificació; A: Absent; RR: Round Robin; |             |             |             |    |             |             |             |    |    |     |           |           |

### Dobles mixts
| Open d'Austràlia | A  | A  | 1R | A  | A  | A | 1R | 0 / 2 | 0 – 2 |
| Roland Garros | A  | 1R | 1R | A  | A  | A | A  | 0 / 2 | 0 – 2 |
| Wimbledon | 2R | 1R | 1R | 2R | 2R | A | 1R | 0 / 6 | 3 – 6 |
| US Open | A  | A  | A  | A  | A  | A | SF | 0 / 1 | 3 – 1 |
| Llegenda: G: Guanyador; F: Finalista; SF: Semifinalista; QF: Quarts de final; Q: Qualificació; A: Absent; RR: Round Robin; |    |    |    |    |    |   |    |       |       |